# Tipsbladet
Tipsbladet is een Deens voetbaltijdschrift, dat bestaat sinds 1948. Het is gespecialiseerd in voetbal. Het tijdschrift is onderdeel van European Sports Magazines.
Het tijdschrift wordt tweemaal per week uitgegeven en heeft een oplage van ca. 20.000 exemplaren.